# Біндура
Біндура (англ. Bindura) — місто на півночі центральної частини Зімбабве, адміністративний центр провінції Центральний Машоналенд.

## Географія
Розташоване приблизно за 88 км на північний схід від столиці країни, міста Хараре. Абсолютна висота - 1 070 метрів над рівнем моря .

## Населення
За даними на 2013 рік чисельність населення становить 46 275 осіб .
Динаміка чисельності населення міста по роках:
| 2002  | 2013  |
| ----- | ----- |
| 33630 | 46275 |

## Економіка
Поблизу Біндури видобуваються нікелеві, мідні і кобальтові руди; шахти належать компанії Bindura Nickel Corporation. Металоплавильні завод знаходиться одразу на південь від міста. У районі міста вирощуються бавовна і маїс.